# BAAC

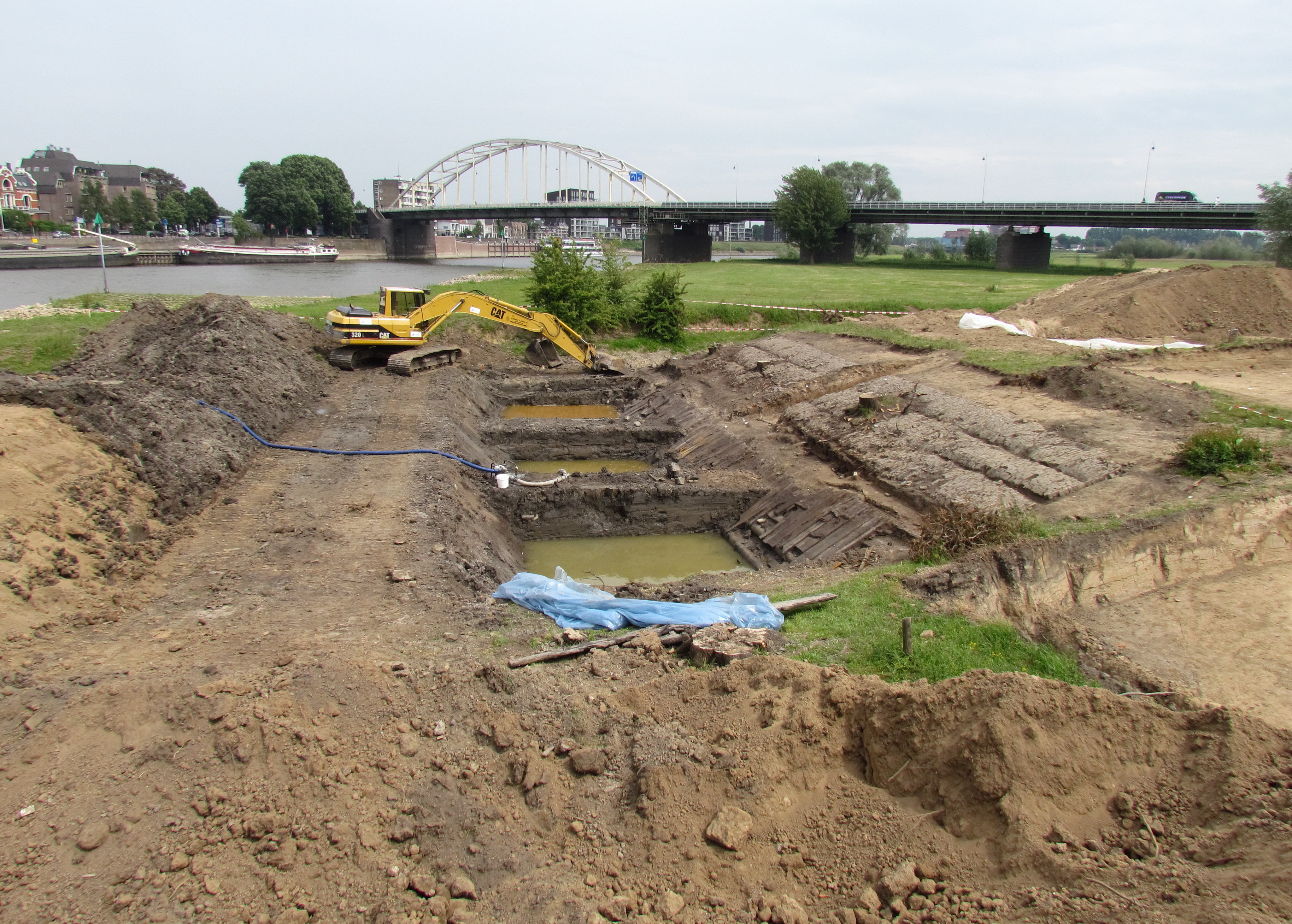
Blootlegging oude scheepshelling te Deventer onder supervisie van BAAC

BAAC bv (de naam staat voor Bouwhistorie, Archeologie, Architectuurhistorie en Cultuurhistorie) is een Nederlands onderzoeks- en adviesbureau op het vlak van archeologie, cultuurhistorie en bouwhistorie en monumentenzorg. Er zijn vestigingen in Den Bosch, Zwolle en Gent.
BAAC is in 1999 ontstaan als samenwerkingsverband van bouwhistorici. In de loop der jaren is het werkterrein van het bedrijf uitgebreid met onder meer archeologie en cultuurhistorie.
Er werken archeologen, fysisch-geografen en bouw-, cultuur-, en architectuurhistorici.

## Resultaten
- Jos van der Weerden en Martijn Kahlman van BAAC legden in de Tilburgse wijk Moerenburg in 2005 Hoeve Moerenburg bloot.
- Een kanonskogel uit de tijd van prins Frederik Hendrik, waterputten uit het einde van de Middeleeuwen en skeletten uit de zestiende of zeventiende eeuw, op het terrein van De Graaff aan de Grotestraat in Waalwijk in 2001.